# لاو ولی (کارولینای شمالی)
لاو ولی (به انگلیسی: Love Valley) شهری در ایالت کارولینای شمالی کشور ایالات متحده آمریکا است که جمعیت آن در سرشماری سال ۲۰۱۰ میلادی، ۹۰ نفر بوده‌است.